# Maria Cinta
Maria Cinta Rosselló i Labatut (Barcelona, 1952) va ser la nena prodigi de la Nova Cançó. L'any 1964, amb 12 anys, ja havia enregistrat un disc. Va debutar a l'Ametlla del Vallès compartint escenari amb Raimon. Va enregistrar set discs en català i dos en francès, alguns amb la companyia de Salvador Escamilla, Josep Maria Espinàs i els mallorquins Queta & Teo, també va fer una pel·lícula, Elisabeth (1968), i moltes actuacions abans de deixar els escenaris als 16 anys. També actuà a les pel·lícules Las travesuras de Morucha (1962) i La diligencia de los condenados (1970).
El 1979 va tornar-hi amb un concepte diferent de la cançó i amb influències brasileres i del jazz. Va compaginar la cançó amb altres activitats, i en els seus nous discos va cantar alguns poemes de poetes com Miquel Martí i Pol, Miquel Desclot, Joan Vergés, Marià Manent, Salvador Espriu i Maria-Mercè Marçal. També va utilitzar temes propis i d'altres músics, com Toti Soler, Josep Maria Bardagí o Enric Hernàez. Diversos àlbums en són testimoni, i Ràdio Capvespre n'és un dels més recordats.

## Discografia
- 1966: Maria Cinta
- 1979: La darrera nit del món
- 1986: Noctàmbuls
- 1989: Ràdio Capvespre
- 1993: Atmosfera Zero
- 1997: Diari transparent
- 2004: Carta a La Habana (en castellà)
- 2007: Quasi tot